# Zakhàrovo (Kirjatx)
|  | Per a altres significats, vegeu «Zakhàrovo». |

Zakhàrovo (en rus: Захарово) és un poble de l'óblast de Vladímir, a Rússia, segons el cens del 2010 tenia 10 habitants. Pertany al districte de Kirjatx.